# Штульский сельсовет
Штульский сельсовет  — административно-территориальная единица и муниципальное образование со статусом сельского поселения в Курахском районе Дагестана Российской Федерации.
Административный центр — село Штул.

## Население
| 2002 | 2010 | 2012 | 2013 | 2014 | 2015 | 2016 |
| ---- | ---- | ---- | ---- | ---- | ---- | ---- |
| 448  | ↗467 | ↘450 | ↗456 | ↘454 | ↗480 | ↘465 |
| 2017 | 2018 | 2019 | 2020 | 2021 | 2023 | 2024 |
| ↘458 | ↗459 | ↗460 | ↘455 | ↗494 | →494 | ↘481 |

## Состав
| № | Населённый пункт | Тип населённого пункта       | Население |
| - | ---------------- | ---------------------------- | --------- |
| 1 | Ашакент          | село                         | ↘108      |
| 2 | Штул             | село, административный центр | ↗386      |